# Дубинино (Чеховский район)
Дубинино — деревня в Чеховском районе Московской области России, входит в состав сельского поселения Любучанское.

## Географическое расположение
Деревня расположена на юге области, на левом берегу реки Рожайки, удалена на 34 км от МКАД и 16,1 км от районного центра — Чехова. Соседние населённые пункты — деревни Зыкеево, Ботвинино, Гавриково, Никоново, Томарово, посёлки Любучаны, Мещерское, Троицкое.

## Население
| 2002 | 2006 | 2010 |
| ---- | ---- | ---- |
| 24   | ↗25  | ↘8   |

## История
Основание поселения относится к периоду вятичей XI—XII веков, селище «Дубининское» и Дубининские курганы располагавшиеся в 300 метрах севернее по течению реки были обследованны археологической экспедицией МГУ в 1924 году, начиная с 1990-х годов территория застроена дачными усадьбами. К деревне примыкает бывшая дворянская усадьба «Мальвинское-Отрадное», в советские годы — пансионат «Отрада» от ГосКом «Интурист».

## «Мальвинское-Отрадное»
Усадьбой владели: с середины XIX в. — помещица Е. И. Лихарева, затем Н. Я. Малевинский (Мальвинский), его дочь — Лидия Николаевна Мальвинская-Хлюстина, её сын — О. Н. Хлюстин (с 1911 г.)
В ландшафтном парке XIX в. с бывшим фруктовым садом, расположен большой деревянный двухэтажный усадебный дом с застекленной верандой, воссоздан в 1980-х., ныне в плачевном состоянии. С 1907 г. усадьбу снимал и проживал в ней В. Г. Чертков, в гостях у которого с 12 по 23 июня 1910 года был Л. Н. Толстой. Вместе с ним приехали дочь Александра Львовна, врач Д. П. Маковицкий, секретарь В. Ф. Булгаков и слуга Илья Васильевич Сидорков. Писатель работал здесь над рассказами «Благодарная почва», «Нечаянно», «Пути жизни», «Излишество», «Тщеславие», написал письмо славянскому съезду в Софии. Из Мальвинского Толстой совершал прогулки в Мещерское, Ботвинино, Любучаны, Троицкое.
В 1930-е усадьба перешла в управление Психиатрической больницы № 2 им. И. И. Яковенко в Мещерском, садовые и ягодные угодья вошли в состав сельскохозяйственной фермы при больнице.